# Croton heteranthus
Espèce
Croton heteranthus est une espèce de plantes à fleurs du genre Croton et de la famille des Euphorbiaceae, présente à l'est de Madagascar.